# 이뮨온시아
주식회사 이뮨온시아(영어: ImmuneOncia)는 대한민국의 면역 항암제 기업이다.

## 역사
2016년 유한양행과 미국 소렌토테라퓨틱스(Sorrento Therapeutics)가 51:49 합작 비율로 설립했으며 2023년 소렌토테라퓨틱스의 지분을 전량 인수하면서 67%의 지분을 유한양행이 보유 중이다.
2025년 기술특례로 한국투자증권을 주관사로 상장하였다.